# 밀라노 다테오역
밀라노 다테오 역(이탈리아어: stazione di Milano Dateo)은 이탈리아 밀라노 아쿠아벨라 지구의 다테오 광장에 위치한 지하 철도역이다. 승강장은 2면 2선 구조로 되어 있다.
트레노르드에서 운영하는 밀라노 교외 철도의 S1선, S2선, S5선, S6선, S12선, S13선 등 총 6개 노선이 운행되고 있다.

## 역사
2002년 6월 30일 밀라노 파산테 철도의 일부구간 개통을 기점으로 개업하였으며, 한동안 시종착역이었다가 2004년 2월 12일 포르타 비토리아역까지 연장되면서 중간정거장이 되었다.
2022년 11월 26일 밀라노 지하철 4호선의 다테오역이 개업하면서 환승역이 되었다. 이 노선으로 리나테 공항까지의 빠른 이동이 가능해졌다.

## 같이 보기
- 밀라노 산 크리스토포로역
- 밀라노 포를라니니역
- 다테오역